# François-Eustache de la Rousselière Clouard

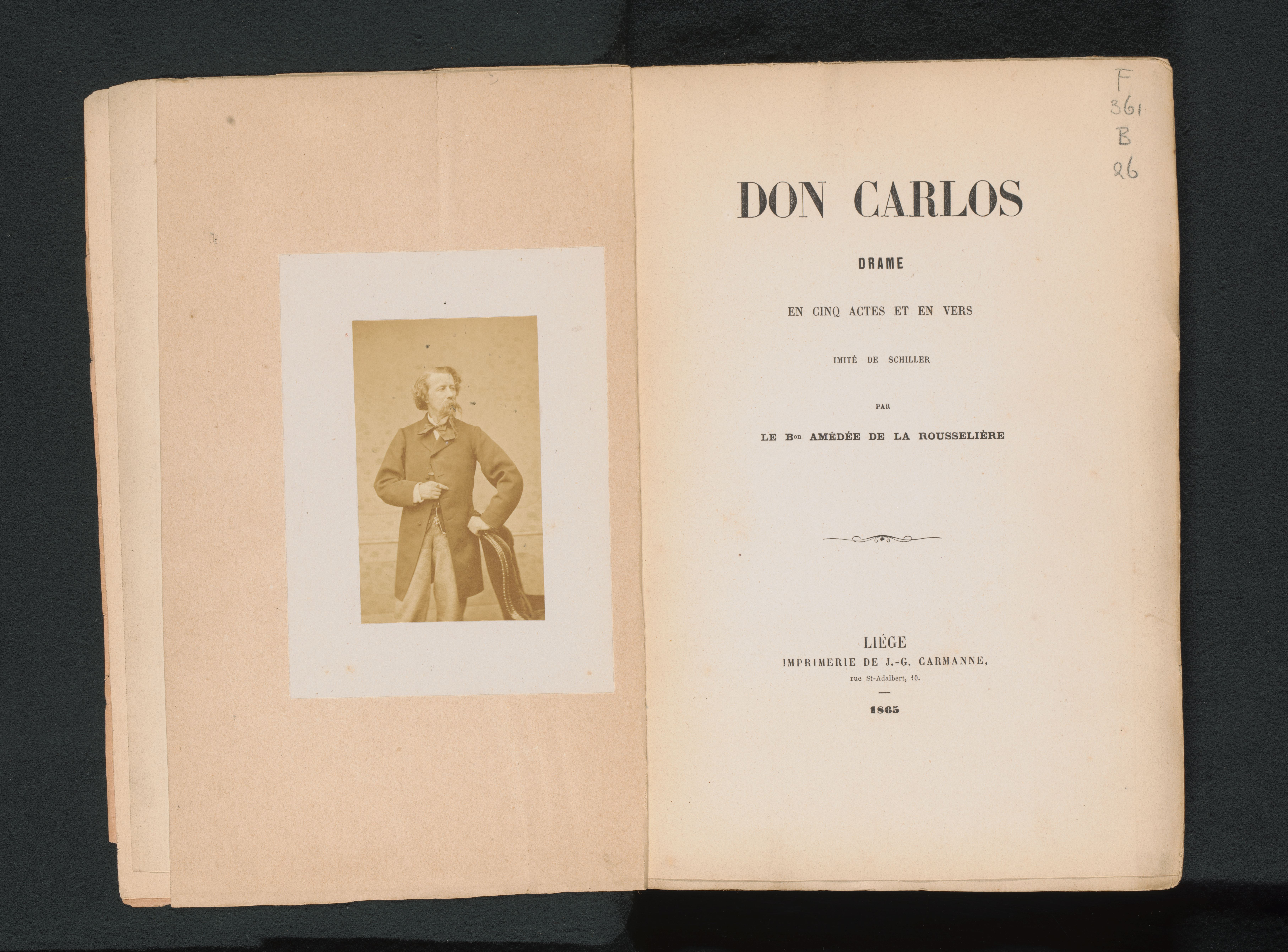
Portret van François-Eustache de la Rousselière Clouard

François Eustache Amédée de la Rousselière Clouard (Londen, 11 december 1804 - Luik, 13 mei 1872) was een Belgisch edelman.

## Levensloop
François de la Rousselière, uit een Franse familie, was een zoon van Jacques-Jean de la Rousselière en Hélène de Latre. Aanvankelijk officier in het Franse leger, bracht zijn huwelijk hem naar België. 
Hij trouwde in 1836 in Jupille met barones Zoé de Floen Adlercrona (1808-1866), dochter van baron Jean-François de Floen Adlercrona, die lid van de Tweede Kamer was onder het Verenigd Koninkrijk der Nederlanden.
In 1848 werd François de la Rousselière opgenomen in de Belgische erfelijke adel, overdraagbaar op alle mannelijke afstammelingen.
Het echtpaar had twee zoons.
- Arthur de la Rousselière Clouard (1840-1883), ambassaderaad, trouwde in 1870 in Parijs met Nadine Charitoff (1849-1877) en hertrouwde in 1879 opnieuw in Parijs met barones Isabelle Beyens (1852-1937), dochter van baron en ambassadeur Eugène Beyens. Hun enige dochter Nadine de la Rousselière Clouard (1877-1958) trouwde met graaf Guillaume de Rohan Chabot (1867-1922) en was de laatste naamdraagster.
- Aimable de la Rousselière Clouard (1842-1917) trouwde in Brussel in 1867 met gravin Louise de Robiano, dochter van Victor de Robiano. Bij zijn dood doofde de familie in de mannelijke lijnen uit.